# Claude Reignier Conder

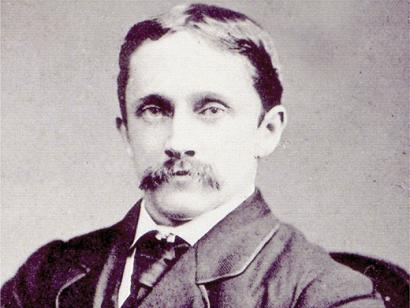
Claude Reignier Conder

Claude Reignier Conder (* 29. Dezember 1848 in Cheltenham; † 16. Februar 1910 ebenda) war ein britischer Offizier und Palästinaforscher.

## Leben
Der Nachfahre Louis-François Roubiliacs besuchte das University College London und die Royal Military Academy Woolwich und trat 1870 in die British Army ein. Er als Ingenieuroffizier von 1875 bis 1878 und von 1881 bis 1882 im Auftrag des Palestine Exploration Fund mit Vermessungsarbeiten in Palästina beschäftigt, daran beteiligt war auch Herbert Kitchener. Die gesammelten Daten zur Topografie sowie zur lokalen Flora und Fauna wurden in den Werken The Survey of Western Palestine sowie The Survey of Eastern Palestine veröffentlicht.
Er nahm am Feldzug anlässlich des Mahdi-Aufstandes von 1882 teil, ebenso an militärischen Einsätzen 1884–85 in Südafrika und erreichte 1904 den Rang eines Colonel.

## Schriften
- Tent Work in Palestine. A Record of Discovery and Adventure. Volume I, Richard Bentley & Son, London 1879 Archive
- Tent Work in Palestine. A Record of Discovery and Adventure. Volume II, Richard Bentley & Son, London 1879 Archive
- Judas Maccabaeus and the Jewish War of Independence. G. P. Putnam´s Sons, New York 1879 Archive
- mit Francis Roubiliac Conder: A Handbook to the Bible: Being a Guide to the Study of the Holy Scriptures; Derived from Ancient Monuments and Modern Exploration. Anson D. F. Randolph & Company, New York 1880 Archive.
- Map Of Western Palestine. In 26 Sheets: From Surveys Conducted For The Committee Of The Palestine Exploration Fund. Ordnance Survey Office, London 1880 (Digitalisat).
- mit Horatio Herbert Kitchener: The Survey of Western Palestine. Memoirs of the Topography, Orography, Hydrography, and Archaeology. Volume I, Galilee, London 1881 Archive
- mit Horatio Herbert Kitchener: The Survey of Western Palestine. Memoirs of the Topography, Orography, Hydrography, and Archaeology. Volume II, Samaria, London 1882 Archive
- mit Horatio Herbert Kitchener: The Survey of Western Palestine. Memoirs of the Topography, Orography, Hydrography, and Archaeology. Volume III, Judaea, London 1883 Archive
- mit Charles Warren: The Survey of Western Palestine. Jerusalem. London 1884 Archive
- Altaic Hieroglyphs and Hittite Inscriptions'. Richard Bentley & Son, London 1887 Archive
- The Survey of Eastern Palestine. Memoirs of the Topography, Orography, Hydrography, Archaeology, etc., Volume I, The 'Adwân Country, London 1889 Archive
- Syrian Stone-Lore; or, The Monumental History of Palestine. Alexander P. Watt, London 1889 Archive
- Heth and Moab. Explorations in Syria in 1881 and 1882. Alexander P. Watt, London 1889 Archive
- Palestine. Dodd, Mead & Company, New York 1889 Archive
- The Tell Amarna Tablets. MacMillan & Co., London und New York 1893 Archive
- The Tell Amarna Tablets. Second Edition, Alexander P. Watt and Son, London 1894 Archive
- The Bible and the East. William Blackwood and Sons, London 1896 Archive
- The Latin Kingdom of Jerusalem, 1099 to 1291 A.D. London 1897 Archive
- The Hittites and their language. Dodd, Mead & Company, New York 1898 Archive
- The Hebrew Tragedy. Kenneth Cochrane, Galashiels 1900 Archive
- The Rise of Man. John Murray, London 1908 Archive
- The City of Jerusalem. John Murray, London 1909 Archive